# Соколов, Михаил Васильевич (партийный деятель)
Михаил Васильевич Соколов (22 июля 1929, село Станиславчик, теперь Жмеринского района Винницкой области — 31 января 2006 , город Тернополь) — украинский советский деятель, 1-й секретарь Тернопольского городского комитета КПУ, секретарь Тернопольского областного комитета КПУ.

## Биография
В 1952 году окончил Харьковский горноиндустриальный институт.
В 1954—1959 годах — заведующий мастерскими, главным инженером Загаецкой машинно-тракторной станции (МТС) Подгаецкого района Тернопольской области.
Член КПСС .
В 1959—1961 годах — директор ремонтно-технической станции (РТС), председатель Великоглубокского районного отдела «Сельхозтехники» Тернопольской области.
В 1961—1962 годах — 2-й секретарь Великоглубоксского районного комитета КПУ Тернопольской области.
В 1962—1965 годах — секретарь партийного комитета Кременецкого промышленно-производственного управления Тернопольской области.
В 1965—1969 годах — 1-й секретарь Залещицкого районного комитета КПУ Тернопольской области.
В 1969—1971 годах — заместитель председателя исполнительного комитета Тернопольского областного совета депутатов трудящихся.
19 июня 1971—1981 — 1-й секретарь Тернопольского городского комитета КПУ Тернопольской области.
В 1981 — 11 января 1986 года — секретарь Тернопольского областного комитета КПУ по вопросам промышленности.
В 1986—1990 годах — председатель Тернопольского областного комитета народного контроля.
В 1990—2000 годах — заместитель председателя правления Тернопольской областной организации Украинского фонда мира.
Умер 31 января 2006 года в Тернополе.

## Награды
- орден Трудового Красного Знамени
- два ордена «Знак Почета»
- медаль «За трудовую доблесть» (26.02.1958)
- медали